# Dietrich von Landsberg
Dietrich von Landsberg (der Weise * 1242; † 8. Februar 1285 auf der Rückreise aus Polen) war ab 1263 Markgraf von Landsberg. Er entstammte dem Adelsgeschlecht der Wettiner und war der zweite Sohn Markgraf Heinrichs III. von Meißen und der Constantia von Österreich.

## Leben
Dietrich von Landsberg erhielt infolge der wettinischen Landesteilung von 1263 die schon 1261 geschaffene Markgrafschaft Landsberg von seinem Vater, der selbst im Besitz der Mark Meißen und der Ostmark/Lausitz blieb und seinem Bruder Albrecht dem Entarteten die Landgrafschaft Thüringen und die Pfalzgrafschaft Sachsen überließ. Das neue Fürstentum Mark Landsberg entstand durch Abspaltung des westlichen Teils der Ostmark/Lausitz und lag hauptsächlich zwischen Saale und Mulde. Die Teilung eines sächsischen Fahnlehens und Fürstentums durch Markgraf Heinrich III. (der Erlauchte) und seine Weitergabe an den Sohn Dietrich (der Fette) ohne herrscherliche Mitwirkung widersprach dem Reichsrecht. Dieser illegitime Akt blieb vorerst ohne Folgen, da es in diesen Jahren keinen Kaiser oder König im Reich gab. Herrschaftsmittelpunkte dieses Gebietes stellten die ostmärkische Hauptburg Landsberg, die der neuen Mark ihren Namen gab, und die alte ostmärkische Gerichtsstätte/Landdingstätte Delitzsch dar. Dazu erhielt Dietrich die Grafschaft Groitzsch an der Weißen Elster. Den territorialen Zusammenhang zwischen dem Landsberg-Delitzscher und dem Groitzscher Raum sicherte die Stadt Leipzig mit ihrem Umland, die aus meißnischem Besitz in den Bestand der Landsberger Markgrafschaft überging. Die Städte Weißenfels mit häufigen Aufenthalten Markgraf Dietrichs sowie Burg und Stadt Sangerhausen – bis dahin zu Pfalzsachsen zählend – gehörten ebenfalls zur neuen Mark; schließlich noch das pleißenländische Zwickau sowie die Stadt Grimma mit ihrer repräsentativen Burg an der Grenze zum Meißener Land. Auf längere Sicht hatten diese und weitere eigenmächtige und selbstherrliche Akte der Wettiner zur Gestaltung der innerfamiliären Herrschaftsverhältnisse katastrophale Folgen und führte beinahe zum Ende der Dynastie um 1300. 
Dietrich nahm auf der Seite des Deutschen Ordens an den Feldzügen gegen die Prußen teil.
Dietrich von Landsberg hatte die Beinamen der Weise und der Feiste/Fette. Seine Grabstätte befindet sich in der Kirche des ehemaligen Klarissenklosters St. Afra in Seußlitz, heute Ortsteil von Nünchritz. Nach seinem Tod 1285 folgte ihm sein Sohn Friedrich Tuta in der Herrschaft über die Mark Landsberg.

## Ehe und Nachkommen
Aus seiner 1258 geschlossenen Ehe mit Helene von Brandenburg († 1304 und beerdigt im St.-Claren-Kloster in Weißenfels), Tochter von Johann I., gingen folgende Kinder hervor:
- Sophia (* ca. 1259; † 24. August 1318 in Weißenfels), Äbtissin des St.-Claren-Klosters zu Weißenfels, ⚭ 1266 Konradin von Hohenstaufen (1252–1268), letzter legitimer Staufer, Herzog von Schwaben, König von Jerusalem und König von Sizilien
- Friedrich Tuta (1269–1291), Markgraf von Meißen, ⚭ Katherina († 1303 in Weißenfels)
- Gertrud († 17. Januar 1325 in Weißenfels), Nonne des St.-Claren-Klosters zu Weißenfels
- Helene, Nonne des St.-Claren-Klosters in Weißenfels
- Brigitta

Auch seine Schwestern Hedwig und Adelheid waren Nonnen in Weißenfelser Kloster.